# Doratulina sobrina
Doratulina sobrina är en insektsart som beskrevs av Melichar 1912. Doratulina sobrina ingår i släktet Doratulina och familjen dvärgstritar. Inga underarter finns listade i Catalogue of Life.